# Object 907 (char léger)
Pour les articles homonymes, voir Object 907.
 (mars 2022).
La mise en forme du texte ne suit pas les recommandations de Wikipédia : il faut le « wikifier ».
Les points d'amélioration suivants sont les cas les plus fréquents :
- Les titres sont pré-formatés par le logiciel. Ils ne sont ni en capitales, ni en gras.
- Le texte ne doit pas être écrit en capitales (les noms de famille non plus), ni en gras, ni en italique, ni en « petit »…
- Le gras n'est utilisé que pour surligner le titre de l'article dans l'introduction, une seule fois.
- L'italique est rarement utilisé : mots en langue étrangère, titres d'œuvres, noms de bateaux, etc.
- Les citations ne sont pas en italique mais en corps de texte normal. Elles sont entourées par des guillemets français : « et ».
- Les listes à puces sont à éviter, des paragraphes rédigés étant largement préférés. Les tableaux sont à réserver à la présentation de données structurées (résultats, etc.).
- Les appels de note de bas de page (petits chiffres en exposant, introduits par l'outil «  Source ») sont à placer entre la fin de phrase et le point final[comme ça].
- Les liens internes (vers d'autres articles de Wikipédia) sont à choisir avec parcimonie. Créez des liens vers des articles approfondissant le sujet. Les termes génériques sans rapport avec le sujet sont à éviter, ainsi que les répétitions de liens vers un même terme.
- Les liens externes sont à placer uniquement dans une section « Liens externes », à la fin de l'article. Ces liens sont à choisir avec parcimonie suivant les règles définies. Si un lien sert de source à l'article, son insertion dans le texte est à faire par les notes de bas de page.
- La présentation des références doit suivre les conventions bibliographiques. Il est recommandé d'utiliser les modèles {{Ouvrage}}, {{Chapitre}}, {{Article}}, {{Lien web}} et/ou {{Bibliographie}}. Le mode d'édition visuel peut mettre en forme automatiquement les références.
- Insérer une infobox (cadre d'informations à droite) n'est pas obligatoire pour parachever la mise en page.

Pour une aide détaillée, merci de consulter Aide:Wikification.
Si vous pensez que ces points ont été résolus, vous pouvez retirer ce bandeau et améliorer la mise en forme d'un autre article.
L'Object 907 parfois appelé PT-76M est un projet de char léger qui fut développé par l'OKB STZ (Bureau d'étude de l'Usine de tracteur de Stalingrad) à l'usine de tracteur de Volgograd (ru) (autrefois Stalingrad) en 1959 pour améliorer le PT-76B.

## Développement
Durant le premier semestre 1959, l'OKB STZ sous la direction de S.A. Fedorov a développé sur la base de l'Object 740B (PT-76B) un char pour but d'améliorer les performances du PT-76B.
Avec l'aide de l'usine no 264, est produit un prototype en 1960. Il présente plusieurs améliorations notables comme un ajout de blindage supplémentaire visant à améliorer les capacités de mouvement lors de la baignade. Ce nouveau blindage se caractérise par une face avant en forme de proue de navire et des côtés incurvés. Ces modifications ont apporté une amélioration légère de la protection.
Un système de vision nocturne a aussi été ajouté ainsi que la protection contre les armes de destructions massives via le système PAZ qui fut ensuite inclus dans les versions du PT-76B antérieur au projet "Object 907".
Durant des essais en 1960, le char présentait des performances en baignade affaiblies ce qui provoqua l'arrêt du projet par le NIIBT (ru).

## Armement
L'Object 907 dispose du même canon que le PT-76B, donc un canon rayé D-56TS de 76 mm et une mitrailleuse coaxiale SGMT de calibre 7,62 × 54 mm R. le char dispose de 40 coups comme le PT-76B. Il est aussi équipé d'un stabilisateur vertical STP-2P "Zarya" similaire à celui du PT-76B modèle 1959.

## Mobilité
Équipé du moteur V6-M développant 206 kW (280 ch), il pouvait atteindre 45 km/h sur route ce qui est très légèrement supérieur au PT-76B malgré sa prise de masse passant de 14 t à 14,87 t comparé au PT-76B.

## Optiques
L'Object 907 proposait pour le tireur, un viseur télescopique TSHK-66 pour les tirs de jour et un TVN-1 (ru) avec un projecteur infrarouge L-2A pour la nuit.
Le commandant disposait quant à lui sur une coupole rotative un dispositif de visualisation central TPKU et un épiscope (jour/nuit) TKN-2 avec un illuminateur OU-3.

## Développements parallèles
En parallèle du développement de l'Object 907 furent développés d'autres chars similaires provenant de l'usine de Stalingrad.
- "Object 906" : entre 1960 et 1963, le bureau d'étude de l’usine de tracteur de Stalingrad dirigé par I.V. Gavalov et Yu.V. Shadrin étudie un successeur au  PT-76. Il reçut un nouveau canon de 85 mm D-58, il est aussi équipé d'un moteur UTD-20 (ru) d'une puissance de 300 ch[3].
- "Object 906B" : en octobre 1961, de l'initiative du bureau d'étude de Stalingrad, l'Object 906B est conçu sur base de l'Object 906 en intégrant le lanceur de 125mm avec roquettes "Bur" et missiles "Rubin". Un détail particulier est accordé à la protection de l'équipage qui ne sont que de deux et présents hors de la tourelle dans un bloc de blindage séparé. Équipé du moteur 8D6, d'une boîte de vitesses réversible et d'une suspension hydropneumatique. Il fut fabriqué en un exemplaire mais ne fut jamais retenu[3].
- "Object 911" : entre 1961 et 1964, l'OKB VgTZ (ru) conçoit et construit un véhicule de combat d'infanterie, devenu une base unifiée pour d'autres véhicules futurs[3].
- "Object 911B" : en 1964, à la suite du projet de l'Object 906B et de l'Object 911 un char aéroporté amphibie léger fut conçu et construit. Similaire à l'Object 911, il comportait deux membres d'équipage. Ce char fut conçu dans l'optique de protéger au maximum les membres d'équipage[3].
- "Object 915" : prémisse du futur BMD-1, l'Object 915 hérite des travaux de l'Object 911B en le réduisant via le blindage, la longueur et la masse. Toutes ces modifications amènent le char à 6 t permettant le parachutage, il est composé de deux membres d'équipage[3].